# Зоолошки резерват Ђа
Зоолошки резерват Ђа, у Камеруну, увршћен је на листу Светске баштине УНЕСКО-а 1987. године, због разноврсности биљних и животињских врста, присуства пет угрожених врста и њихове сигурности у парку.
Граница која обезбеђује резерват је река Ђа, која га готово у потпуности окружује. У резервату има више од 1.500 познатих врста биљака, 107 сисара и више од 320 врста птица. Зоолошки резерват Ђа има површину од 5.260 km².